# 東方妖妖夢 ～ Perfect Cherry Blossom.

妖妖夢体験版 ver 0.11主選單畫面

《東方妖妖夢 ～ Perfect Cherry Blossom.》是同人社團上海愛麗絲幻樂團制作的彈幕射擊遊戲，是東方Project的第7作，也是在Windows平台上的第二作。本作於2002年12月30日的Comic Market 63中發佈含WAV類型音樂檔的體驗版plus，並在2003年1月26日在網上公開體驗版，最終於2003年8月17日發佈正式版，於9月7日開始委託販賣。

## 遊戲系統

《東方妖妖夢》第五關畫面

東方妖妖夢的操作方式與前作類似：自機（玩家）需要朝向敵機（敵人）射擊，同時避免被敵方發射的子彈擊中。除普通攻擊外，玩家還可以發動BOMB。在東方Project的設定中，這樣的攻擊被稱為「符卡」攻擊。符卡威力較大，而且在使用後自機會保持短暫的無敵狀態，但是BOMB數量有限。擊中敵人會獲得分數，同時會有道具掉落，玩家可以借此獲取分數、補充生命值和BOMB數量等。到了每關的中間和末尾，玩家會遇到特定頭目，將其打敗之後遊戲才會繼續。另外敵方頭目也會發動符卡攻擊。
本作提供博麗靈夢、霧雨魔理沙和十六夜咲夜三組自機，每組自機均有兩種武器，而且這六種模式的火力各不相同。從本作開始，當玩家按住Shift鍵進入低速模式時，自機身上會顯示一個判定點。遭遇敵方頭目時，熒幕下方會向玩家提醒敵機所處位置。
「樱點系統」和延伸出來的「森羅結界」是本作特有的遊戲系統。進入遊戲後，屏幕左下角會顯示樱點值。射擊敵人、收集樱點道具等都會使數值增加，而使用BOMB或中彈會導致數值減少。樱點達到50,000時會開啟「森羅結界」，這時自機將進入無敵狀態。在此期間，只要未中彈或使用BOMB，結界消失時就會獲得分數獎勵，而且已有的樱點越多，分數獎勵越多。假如玩家在結界消失之前發動BOMB或中彈，那麼熒幕上的子彈和結界都會立刻消失，而且會損失樱點。
本作故事模式中所有難度皆能玩遍全六關，只要不續關破關就可以進入Good Ending並解鎖Extra關卡。除Extra關卡之外，本作還有一個Phantasm關卡，在通過Extra關卡並取得60張以上的符卡（在自機不中彈也不使用BOMB的情況下攻破敵方的符卡攻擊）之後才會解鎖。

## 遊戲劇情
故事發生在5月份，雖然已經進入春季，可是幻想鄉的雪仍未融化，並且並未看到任何春季到來的跡象。博麗神社的巫女——博麗靈夢害怕寒冷，而且神社滿佈積雪，內外皆冷，於是和以往一樣也是靠著直覺而出發了；普通的魔法使——霧雨魔理沙發現吹來的雪中混有了櫻花的花瓣，為了找尋那些花瓣的來處，於是又出發了；而紅魔館的女僕——十六夜咲夜當時正在溫暖的屋子裏享用紅茶，發現在入冬前已準備好的燃料因為意想不到的長冬快要耗光，於是在紅魔館主人蕾米莉亞的許可之下出發了。
主角們最初對異變源頭毫無頭緒，翻過山峰之後因迷路來到迷途之家，而後又遇到了魔法使愛麗絲·瑪格特洛伊德。愛麗絲被主角打敗，然後指引主角前往天空。主角穿過雲層，到達了冥界的入口處。經過冥界白玉樓的階梯時，主角見到了負責守衛的庭師魂魄妖夢。她告訴主角，自己正按照大小姐的指示收集幻想鄉的春度。而後，主角擊退了魂魄妖夢，最終與異變的元兇——西行寺幽幽子見面。幽幽子表示自己之所以要收集春度，是因為想要讓冥界中從未盛開的櫻花樹——西行妖綻放。經過一番戰鬥，最後幽幽子被打敗，主角解決了這場春雪異變，幻想鄉也恢復了春季的樣子。
Extra關卡的劇情發生在故事模式之後。由於主角在故事模式中打破了冥界與現世的結界——幽冥結界，使得幻想鄉到處都是幽靈。來到博麗神社的西行寺幽幽子說自已經拜託友人修復結界，但友人似乎還在睡覺。此時冥界又有新訪客到來，於是主角再次前往冥界。到達冥界後，主角再次遇到曾在故事模式中擊敗的橙，並且碰到了隙間妖怪的式神、橙的主人——八雲藍。交戰之後，藍被打敗，並說自己的主人不在冥界，想找的話需要晚上再來。Phantasm關卡的劇情則發生在當天晚上，主角看到了幽幽子提到的友人、那個可以修復結界的妖怪——八雲紫。經過一系列戰鬥，主角打敗了紫，然後紫也答應會把幽冥結界修復好。

## 登場角色

### 自機角色
博麗靈夢（博麗 霊夢，Hakurei Reimu）
博麗神社的巫女。在本作中，為了結束漫長的冬季，於是靠著直感飛出神社了。使用御札和針作為武器，自機特點為判定較小，被彈BOMB時間更長。
霧雨魔理沙（霧雨 魔理沙，Kirisame Marisa）
普通的魔法使。在本作中，她在家前發現了櫻花花瓣，於是也出發了。使用飛彈和激光作為武器，自機特點為獲取道具的範圍較大，道具自動菟集的界線較低。
十六夜咲夜（十六夜 咲夜，Izayoi Sakuya）
紅魔館的女僕長。由於燃料將盡，為了趕在燃料耗盡前讓冬天過去而出發了。使用小刀作為武器，自機特點為擦彈範圍較大，Miss時櫻點的減幅較低。

### 敵機角色
琪露諾（チルノ，Cirno）
冰之妖精，第一關關卡中間頭目，曾在《東方紅魔鄉》登場。對靈夢們展開攻擊並沒有甚麼原因，只是因為她們的出現而開始攻擊。
蕾迪·霍瓦特洛克（レティ・ホワイトロック，Letty Whiterock）
第一關關卡頭目。她只在冬天出現，具有操縱寒氣的能力。不過，操縱寒氣的能力並不是讓溫度瞬間驟降，而是讓整個冬天的低溫加劇，是類似操縱大自然的能力。雖然對她來說春天是憂鬱的季節，不過也接受了春天是理所當然的事，因此並未認真展開攻擊。
橙（／，Chen）
第二關頭目。在迷途之家活動的貓又，也是八雲藍的式神。橙雖是讓鬼神依憑在妖怪貓身上的生物，但因為是八雲藍的術式，而且藍自己也是式神，因此能力不高，而且那個術式只要接觸到水就會立即解除。另外，因為自己是貓，所以也很怕水。
愛麗絲·瑪格特洛伊德（アリス・マーガトロイド，Alice Margatroid）
住在魔法森林的魔法使，第三關頭目。她擅長製作人偶，能同時操控多隻人偶。人偶能夠進行四面八方的攻擊，除了以量取勝外，有些人偶裡面會塞進引爆物作為「遠隔犧牲品」。在衆多人偶中，她使用最多的叫做「上海人形」。
莉莉白（リリーホワイト，Lily White）
第四關關卡中間頭目。一個在春天來到時就想把此事告知給其他人的妖精。
普莉兹姆利巴三姐妹（プリズムリバー三姉妹，Prismriver Sisters）
第四關關卡頭目。她們是由人類貴族普利森瑞柏家四女「麗菈·普利森瑞柏」以三位姐姐的樣貌孕育出來的騷靈（Poltergeist）三姊妹。不過麗菈只是在設定上存在，並沒有在遊戲中出現。
露娜萨·普莉兹姆利巴（ルナサ・プリズムリバー，Lunasa Prismriver）
騷靈三姊妹中的長女，擅長弦樂器，特別是小提琴。在遊戲中她與博麗靈夢對戰。
梅露兰·普莉兹姆利巴（メルラン・プリズムリバー，Merlin Prismriver）
騷靈三姊妹中的次女，擅長管樂器，特別是小號。在遊戲中她與十六夜咲夜對戰。
莉莉卡·普莉兹姆利巴（リリカ・プリズムリバー，Lyrica Prismriver）
騷靈三姐妹中的三女，擅長各種樂器，不過主要使用鍵盤樂器和打擊樂器，且拥有可以不用接触琴键而弹琴的能力。在遊戲中她與霧雨魔理沙對戰。
魂魄妖夢（魂魄 妖夢，Konpaku Youmu）
第五關關卡頭目和第六關關卡中間頭目。西行寺家專屬庭師兼幽幽子的護衛。她手上有兩柄刀，一把是较短的刀，一揮即可殺死十來隻幽靈之殺傷力的長刀「樓觀劍」，另一把是较长的，可以把人的迷惘斬斷的「白樓劍」。魂魄妖夢是半人半靈，她人類身體的半身屬於「半人」部分，而一隻緊隨她的巨大幽靈是她的「半靈」部分。因為性格認真又率直，常被身邊的人（特別是幽幽子）捉弄。
西行寺幽幽子（西行寺 幽々子，Saigyouji Yuyuko）
第六關關卡頭目，西行寺家的大小姐、白玉樓的主人，是一個在西行寺樱树下死亡的亡靈公主。幽幽子具有操縱死亡的能力，是住在冥界的幽靈們的管理者。在遊戲中，她為了解除妖怪櫻樹「西行妖」的封印，使埋葬在樹下的人復活，便讓魂魄妖夢收集幻想鄉的春度，因此是「春雪異變」的元兇。
八雲藍（八雲 藍，Yakumo Ran）
Extra關卡頭目和Phantasm關卡中間頭目。八雲藍是一隻九尾狐，也是八雲紫的式神。紫睡著的時間她會代替紫出外活動。雖然是式神，但因為擁有著強大的靈力，所以她也有著名為「橙」的式神。
八雲紫（八雲 紫，Yakumo Yukari）
Phantasm關卡頭目，隙間妖怪，被称为妖怪贤者，幻想乡的创始人之一。拥有超人的头脑和丰富的经验与知识，具有“操縱境界程度的能力”，是個力量非常強大的妖怪，八雲紫通常白天睡眠，晚上活動，雜事大多交由她的式神——八雲藍去做。紫經常在百褶裙外面套上带有泽地萃卦和太极图案的外褂，撐著一頂大陽傘，外表和人類沒有區別。和西行寺幽幽子是舊識，无论是在幽幽子生前亦或是成为幽灵后，「春雪異變」中其能力導致了幽冥結界变得薄弱。

## 評價
英國喜劇演員、諷刺作家Charlie Brooker在節目《Gameswipe》中稱《東方妖妖夢》是一種「能讓受虐狂沉迷」的射擊遊戲，並說遊戲有點像一場會讓人不適的焰火表演。

## 外部連結
- 官方网站 （日語）